# Discipline (Nine Inch Nails)
Discipline è un singolo del gruppo musicale statunitense Nine Inch Nails, pubblicato nel 2008 ed estratto dall'album The Slip.

## Tracce
- Download digitale

1. Discipline – 4:30